# Convocazioni al World Grand Prix 2017
Elenco delle giocatrici convocate per il World Grand Prix 2017.

## Gruppo 1

### Belgio
| N° | Nome              | Ruolo | Data di nascita   | Squadra        |
| -- | ----------------- | ----- | ----------------- | -------------- |
| -  | Gert Vande Broek  | All   | 28 febbraio 1967  | Asterix Avo    |
| 2  | Jasmien Biebauw   | P     | 24 settembre 1990 | Asterix Avo    |
| 3  | Britt Herbots     | S     | 24 settembre 1999 | Asterix Avo    |
| 6  | Charlotte Leys    | S     | 18 marzo 1989     | Galatasaray    |
| 7  | Celine Van Gestel | S     | 7 novembre 1997   | Asterix Avo    |
| 8  | Kaja Grobelna     | O     | 4 gennaio 1995    | Budowlani Łódź |
| 9  | Freya Aelbrecht   | C     | 10 febbraio 1990  | Pro Victoria   |
| 12 | Dominika Strumilo | S     | 26 dicembre 1996  | Dresdner       |
| 13 | Marlies Janssens  | C     | 4 giugno 1997     | Oudegem        |
| 15 | Margo Voets       | L     | 10 settembre 1995 | Oudegem        |
| 16 | Elise Van Sas     | P     | 1º agosto 1997    | Oudegem        |
| 17 | Ilka van de Vyver | P     | 26 gennaio 1993   | Kamnik         |
| 19 | Nathalie Lemmens  | C     | 12 marzo 1995     | Asterix Avo    |
| 20 | Jodie Guilliams   | S     | 26 aprile 1997    | Oudegem        |
| 21 | Amber De Tant     | L     | 22 marzo 1998     | Asterix Avo    |
| 22 | Lisa Neyt         | L     | 2 settembre 1993  | VDK Gent       |
| 23 | Iris Vandewiele   | C     | 7 marzo 1994      | VDK Gent       |

### Brasile
| N° | Nome                   | Ruolo | Data di nascita  | Squadra         |
| -- | ---------------------- | ----- | ---------------- | --------------- |
| -  | José Roberto Guimarães | All   | 31 luglio 1954   | Barueri         |
| 1  | Mara Leão              | C     | 26 luglio 1991   | Minas           |
| 2  | Mácris Carneiro        | P     | 3 marzo 1989     | Brasília        |
| 3  | Naiane Rios            | P     | 29 novembre 1994 | Minas           |
| 4  | Ana Carolina da Silva  | C     | 8 aprile 1991    | Rio de Janeiro  |
| 5  | Adenízia da Silva      | C     | 18 dicembre 1986 | Savino Del Bene |
| 7  | Rosamaria Montibeller  | S/O   | 9 aprile 1994    | Minas           |
| 9  | Roberta Ratzke         | P     | 28 aprile 1990   | Rio de Janeiro  |
| 11 | Tandara Caixeta        | O     | 30 ottobre 1988  | Osasco          |
| 12 | Natália Pereira        | S     | 4 aprile 1989    | Fenerbahçe      |
| 13 | Amanda Francisco       | S     | 16 agosto 1988   | Brasília        |
| 14 | Gabriella de Souza     | L     | 14 dicembre 1993 | Osasco          |
| 16 | Drussyla Costa         | S     | 1º luglio 1996   | Rio de Janeiro  |
| 17 | Suelen Pinto           | L     | 4 ottobre 1987   | Bergamo         |
| 20 | Ana Beatriz Corrêa     | C     | 7 febbraio 1992  | Osasco          |
| 21 | Monique Pavão          | O     | 30 ottobre 1986  | Rio de Janeiro  |

### Cina
| N° | Nome            | Ruolo | Data di nascita  | Squadra   |
| -- | --------------- | ----- | ---------------- | --------- |
| -  | An Jajie        | All   | -                | -         |
| 1  | Yuan Xinyue     | C     | 21 dicembre 1996 | Bayi      |
| 2  | Zhu Ting        | S     | 29 novembre 1994 | VakıfBank |
| 3  | Li Jing         | S     | 9 agosto 1991    | Zhejiang  |
| 4  | Qian Jingwen    | C     | 11 maggio 1998   | Shandong  |
| 5  | Gao Yi          | L     | 1º marzo 1994    | Beijing   |
| 6  | Gong Xiangyu    | S/O   | 21 aprile 1997   | Jiangsu   |
| 7  | Diao Linyu      | P     | 7 aprile 1994    | Jiangsu   |
| 8  | Yao Di          | P     | 15 agosto 1992   | Tianjin   |
| 9  | Zhang Changning | S/O   | 6 novembre 1995  | Jiangsu   |
| 10 | Liu Xiaotong    | S     | 16 febbraio 1990 | Beijing   |
| 12 | Zheng Yixin     | C     | 6 maggio 1995    | Fujian    |
| 15 | Lin Li          | L     | 5 luglio 1992    | Fujian    |
| 16 | Ding Xia        | P     | 13 gennaio 1990  | Liaoning  |
| 17 | Wang Yuanyuan   | C     | 14 luglio 1997   | Tianjin   |
| 18 | Wang Mengjie    | L     | 14 novembre 1995 | Shandong  |
| 21 | Wang Yunlu      | S     | 20 maggio 1996   | Bayi      |

### Giappone
| N° | Nome             | Ruolo | Data di nascita   | Squadra           |
| -- | ---------------- | ----- | ----------------- | ----------------- |
| -  | Kumi Nakada      | All   | 3 settembre 1965  | -                 |
| 2  | Sarina Koga      | S     | 21 maggio 1996    | NEC Red Rockets   |
| 3  | Nana Iwasaka     | C     | 3 luglio 1990     | Hisamitsu Springs |
| 4  | Risa Shinnabe    | S     | 11 luglio 1990    | Hisamitsu Springs |
| 6  | Haruka Miyashita | P     | 1º settembre 1994 | Okayama Seagulls  |
| 7  | Yuki Ishii       | S     | 8 maggio 1991     | Hisamitsu Springs |
| 9  | Haruyo Shimamura | C     | 4 marzo 1992      | NEC Red Rockets   |
| 10 | Koyomi Tominaga  | P     | 1º maggio 1989    | Ageo Medics       |
| 11 | Yurie Nabeya     | S     | 15 dicembre 1993  | Denso Airybees    |
| 12 | Miya Satō        | P     | 7 marzo 1990      | Hitachi Rivale    |
| 13 | Mai Okumura      | C     | 31 ottobre 1990   | JT Marvelous      |
| 14 | Ayaka Matsumoto  | C     | 26 dicembre 1988  | Ageo Medics       |
| 16 | Risa Ishii       | S     | 19 maggio 1990    | Denso Airybees    |
| 18 | Mami Uchiseto    | S     | 25 ottobre 1991   | Hitachi Rivale    |
| 19 | Mari Horikawa    | S     | 3 maggio 1992     | Toray Arrows      |
| 20 | Mako Kobata      | L     | 15 ottobre 1992   | JT Marvelous      |
| 21 | Kotoe Inoue      | L     | 15 febbraio 1990  | JT Marvelous      |
| 23 | Rika Nomoto      | S     | 21 settembre 1991 | Hisamitsu Springs |

### Italia
| N° | Nome                  | Ruolo | Data di nascita  | Squadra         |
| -- | --------------------- | ----- | ---------------- | --------------- |
| -  | Davide Mazzanti       | All   | 15 ottobre 1976  | Imoco           |
| 1  | Indre Sorokaite       | S/O   | 2 luglio 1988    | San Casciano    |
| 3  | Sara Loda             | S     | 22 agosto 1990   | Savino Del Bene |
| 4  | Sara Bonifacio        | C     | 3 luglio 1996    | AGIL            |
| 5  | Ofelia Malinov        | P     | 29 febbraio 1996 | Imoco           |
| 6  | Monica De Gennaro     | L     | 8 gennaio 1987   | Imoco           |
| 7  | Raphaela Folie        | C     | 7 marzo 1991     | Imoco           |
| 8  | Alessia Orro          | P     | 18 luglio 1998   | Club Italia     |
| 9  | Caterina Bosetti      | S     | 2 febbraio 1994  | River           |
| 10 | Cristina Chirichella  | C     | 10 febbraio 1994 | AGIL            |
| 11 | Anna Danesi           | C     | 20 aprile 1996   | Imoco           |
| 12 | Anastasia Guerra      | S     | 15 ottobre 1996  | Casalmaggiore   |
| 13 | Myriam Sylla          | S     | 8 gennaio 1995   | Bergamo         |
| 14 | Valentina Tirozzi     | S     | 26 marzo 1986    | Casalmaggiore   |
| 16 | Lucia Bosetti         | S     | 9 luglio 1989    | Casalmaggiore   |
| 18 | Paola Egonu           | O     | 18 dicembre 1998 | Club Italia     |
| 20 | Beatrice Parrocchiale | L     | 26 dicembre 1995 | San Casciano    |

### Paesi Bassi
| N° | Nome                   | Ruolo | Data di nascita   | Squadra        |
| -- | ---------------------- | ----- | ----------------- | -------------- |
| -  | Jamie Morrison         | All   | 12 novembre 1980  | VakıfBank      |
| 1  | Kirsten Knip           | L     | 14 settembre 1992 | PTSV Aachen    |
| 2  | Femke Stoltenborg      | P     | 30 luglio 1991    | PTSV Aachen    |
| 3  | Yvon Beliën            | C     | 28 dicembre 1993  | Bursa BB       |
| 4  | Celeste Plak           | S/O   | 26 ottobre 1995   | AGIL           |
| 5  | Robin de Kruijf        | C     | 5 maggio 1991     | Imoco          |
| 6  | Maret Grothues         | S     | 16 settembre 1988 | Fenerbahçe     |
| 9  | Myrthe Schoot          | L     | 29 agosto 1988    | Dresdner       |
| 11 | Anne Buijs             | S     | 2 dicembre 1991   | Rio de Janeiro |
| 12 | Britt Bongaerts        | P     | 3 novembre 1996   | Münster        |
| 14 | Laura Dijkema          | P     | 18 febbraio 1990  | AGIL           |
| 17 | Nicole Oude Luttikhuis | C     | 26 dicembre 1997  | PTSV Aachen    |
| 18 | Marrit Jasper          | S     | 28 febbraio 1996  | Dresdner       |
| 19 | Nika Daalderop         | S     | 29 novembre 1998  | MTV Stoccarda  |
| 20 | Tessa Polder           | C     | 10 ottobre 1997   | PTSV Aachen    |
| 22 | Nicole Koolhaas        | C     | 31 gennaio 1991   | CSM Bucarest   |

### Rep. Dominicana
| N° | Nome                | Ruolo | Data di nascita   | Squadra         |
| -- | ------------------- | ----- | ----------------- | --------------- |
| -  | Marcos Kwiek        | All   | 18 luglio 1967    | -               |
| 1  | Annerys Vargas      | C     | 7 agosto 1981     | -               |
| 4  | Marianne Fersola    | C     | 19 gennaio 1992   | -               |
| 5  | Brenda Castillo     | L     | 5 gennaio 1992    | Bauru           |
| 6  | Camil Domínguez     | P     | 7 dicembre 1991   | Mirador         |
| 7  | Niverka Marte       | P     | 19 ottobre 1990   | -               |
| 11 | Jeoselyna Rodríguez | O     | 9 dicembre 1991   | -               |
| 14 | Prisilla Rivera     | S     | 29 dicembre 1984  | Bauru           |
| 16 | Yonkaira Peña       | S     | 10 maggio 1993    | Mirador         |
| 17 | Gina Mambrú         | O     | 21 gennaio 1986   | Jakarta Popsivo |
| 18 | Bethania de la Cruz | S     | 13 maggio 1987    | Dinamo Mosca    |
| 20 | Brayelin Martínez   | S     | 11 settembre 1996 | Busto Arsizio   |
| 21 | Jineiry Martínez    | C     | 3 dicembre 1997   | -               |

### Russia
| N° | Nome                  | Ruolo | Data di nascita   | Squadra          |
| -- | --------------------- | ----- | ----------------- | ---------------- |
| -  | Vladimir Kuzjutkin    | All   | 20 febbraio 1947  | -                |
| 2  | Marija Frolova        | S     | 1º novembre 1986  | Enisej           |
| 3  | Irina Uralëva         | P     | 14 giugno 1990    | Dinamo-Kazan     |
| 5  | Julija Kutjukova      | S     | 30 marzo 1989     | Leningradka      |
| 6  | Irina Zarjažko        | C     | 4 ottobre 1991    | Dinamo-Kazan     |
| 7  | Anna Lazareva         | O     | 31 maggio 1997    | Enisej           |
| 11 | Ekaterina Starodubova | L     | 19 ottobre 1984   | Dinamo Krasnodar |
| 12 | Alla Galeeva          | L     | 15 aprile 1992    | Enisej           |
| 14 | Irina Fetisova        | C     | 7 settembre 1994  | Dinamo Mosca     |
| 16 | Irina Voronkova       | S     | 20 ottobre 1995   | Dinamo-Kazan     |
| 17 | Ekaterina Kakurina    | C     | 6 febbraio 1987   | Enisej           |
| 18 | Ksenija Il'čenko      | S     | 31 ottobre 1994   | Uraločka         |
| 19 | Ekaterina Makarčuk    | C     | 10 settembre 1994 | Uraločka         |
| 20 | Angelina Sperskaite   | S     | 11 febbraio 1997  | Zareč'e Odincovo |
| 21 | Ekaterina Efimova     | C     | 3 luglio 1993     | Enisej           |
| 22 | Tat'jana Romanova     | P     | 9 settembre 1994  | Zareč'e Odincovo |

### Serbia
| N° | Nome                | Ruolo | Data di nascita  | Squadra       |
| -- | ------------------- | ----- | ---------------- | ------------- |
| -  | Zoran Terzić        | All   | 9 luglio 1966    | Volero Zurigo |
| 1  | Bianka Buša         | S     | 25 luglio 1994   | Flero         |
| 3  | Sanja Malagurski    | S     | 8 giugno 1990    | Flero         |
| 4  | Bojana Živković     | P     | 29 marzo 1988    | Volero Zurigo |
| 6  | Tijana Malešević    | S     | 18 marzo 1991    | Osasco        |
| 7  | Ana Antonijević     | P     | 26 agosto 1987   | Alba-Blaj     |
| 9  | Brankica Mihajlović | S     | 13 aprile 1991   | Tianjin       |
| 11 | Stefana Veljković   | C     | 9 gennaio 1990   | Chemik Police |
| 12 | Teodora Pusić       | L     | 12 marzo 1993    | Vizura        |
| 13 | Ana Bjelica         | O     | 3 aprile 1992    | Osasco        |
| 15 | Jovana Stevanović   | C     | 30 giugno 1992   | Casalmaggiore |
| 16 | Milena Rašić        | C     | 25 ottobre 1990  | VakıfBank     |
| 18 | Tijana Bošković     | O     | 8 marzo 1997     | Eczacıbaşı    |
| 19 | Bojana Milenković   | S     | 6 marzo 1997     | Stella Rossa  |
| 20 | Jelena Blagojević   | L     | 1º dicembre 1988 | Chemik Police |

### Stati Uniti
| N° | Nome                 | Ruolo | Data di nascita  | Squadra               |
| -- | -------------------- | ----- | ---------------- | --------------------- |
| -  | Karch Kiraly         | All   | 3 novembre 1960  | -                     |
| 1  | Micha Hancock        | P     | 10 novembre 1992 | Impel                 |
| 3  | Carli Lloyd          | P     | 6 agosto 1989    | Casalmaggiore         |
| 4  | Justine Wong-Orantes | L     | 6 ottobre 1995   | Nebraska              |
| 5  | Sarah Wilhite        | S     | 20 luglio 1995   | Minnesota             |
| 6  | TeTori Dixon         | C     | 4 agosto 1992    | -                     |
| 8  | Lauren Gibbemeyer    | C     | 8 settembre 1988 | Casalmaggiore         |
| 9  | Madison Kingdon      | S     | 20 aprile 1993   | IBK Altos             |
| 11 | Andrea Drews         | O     | 25 dicembre 1993 | Criollas de Caguas    |
| 12 | Kelly Murphy         | O     | 20 ottobre 1989  | Henan                 |
| 14 | Michelle Bartsch     | S     | 12 febbraio 1990 | Neruda                |
| 17 | Megan Courtney       | S     | 27 ottobre 1993  | Impel                 |
| 19 | Hannah Tapp          | C     | 21 giugno 1995   | Schweriner            |
| 20 | Amanda Benson        | L     | 9 marzo 1995     | Oregon                |
| 21 | Paige Tapp           | C     | 21 giugno 1995   | Valencianas de Juncos |
| 23 | Elizabeth McMahon    | O     | 27 febbraio 1993 | Dresdner              |

### Thailandia
| N° | Nome                     | Ruolo | Data di nascita  | Squadra              |
| -- | ------------------------ | ----- | ---------------- | -------------------- |
| -  | Danai Sriwacharamaytakul | All   | -                | -                    |
| 1  | Wipawee Srithong         | S     | 28 gennaio 1999  | Supreme Chonburi     |
| 2  | Piyanut Pannoy           | L     | 10 novembre 1989 | Supreme Chonburi     |
| 3  | Pornpun Guedpard         | P     | 5 maggio 1993    | Bangkok Glass        |
| 5  | Pleumjit Thinkaow        | C     | 9 novembre 1983  | Bangkok Glass        |
| 7  | Hattaya Bamrungsuk       | C     | 12 agosto 1993   | Nakhon Ratchasima    |
| 9  | Jarasporn Bundasak       | C     | 1º marzo 1993    | Bangkok Glass        |
| 10 | Wilavan Apinyapong       | S     | 6 giugno 1984    | Supreme Chonburi     |
| 12 | Tapaphaipun Chaisri      | L     | 29 novembre 1989 | Thai-Denmark Nongrua |
| 13 | Nootsara Tomkom          | P     | 7 luglio 1985    | Fenerbahçe           |
| 16 | Pimpichaya Kokram        | S     | 16 giugno 1998   | Nakornnonthaburi     |
| 17 | Tichaya Boonlert         | P     | 14 febbraio 1997 | Nakornnonthaburi     |
| 18 | Ajcharaporn Kongyot      | S     | 18 giugno 1995   | Supreme Chonburi     |
| 19 | Chatchu-on Moksri        | S     | 6 novembre 1999  | Supreme Chonburi     |
| 20 | Supattra Pairoj          | L     | 27 giugno 1990   | Supreme Chonburi     |

### Turchia
| N° | Nome               | Ruolo | Data di nascita   | Squadra     |
| -- | ------------------ | ----- | ----------------- | ----------- |
| -  | Giovanni Guidetti  | All   | 20 settembre 1972 | VakıfBank   |
| 1  | Gizem Örge         | L     | 26 aprile 1993    | VakıfBank   |
| 2  | Simge Aköz         | L     | 23 aprile 1991    | Eczacıbaşı  |
| 3  | Şeyma Ercan        | S     | 5 luglio 1994     | Fenerbahçe  |
| 4  | Gamze Alikaya      | P     | 27 giugno 1993    | Galatasaray |
| 5  | Kübra Akman        | C     | 13 ottobre 1994   | VakıfBank   |
| 6  | Polen Uslupehlivan | O     | 27 agosto 1990    | Fenerbahçe  |
| 7  | Aslı Kalaç         | C     | 13 dicembre 1995  | Galatasaray |
| 9  | Meliha İsmailoğlu  | S     | 17 settembre 1993 | Fenerbahçe  |
| 10 | Ezgi Dilik         | P     | 12 giugno 1995    | Fenerbahçe  |
| 11 | Melis Yılmaz       | L     | 28 giugno 1997    | Fenerbahçe  |
| 13 | Melis Durul        | O     | 21 ottobre 1993   | VakıfBank   |
| 14 | Özge Yurtdagülen   | C     | 6 agosto 1993     | VakıfBank   |
| 15 | Hande Baladın      | S     | 11 settembre 1997 | Eczacıbaşı  |
| 16 | Çağla Akın         | P     | 19 gennaio 1995   | VakıfBank   |
| 17 | Beyza Arıcı        | C     | 27 luglio 1995    | Çanakkale   |
| 18 | Dicle Babat        | C     | 15 settembre 1992 | Fenerbahçe  |
| 19 | Fatma Yıldırım     | S     | 3 gennaio 1990    | Bursa BB    |
| 21 | Meryem Boz         | O     | 3 febbraio 1988   | Seramiksan  |

## Gruppo 2

### Argentina
| N° | Nome             | Ruolo | Data di nascita   | Squadra              |
| -- | ---------------- | ----- | ----------------- | -------------------- |
| -  | Guillermo Orduna | All   | 24 agosto 1957    | -                    |
| 1  | Priscila Bosio   | O     | 11 marzo 1994     | San Jorge            |
| 2  | Tanya Acosta     | S     | 11 marzo 1981     | Pinheiros            |
| 5  | Lucía Fresco     | O     | 14 maggio 1991    | Pannaxiakos          |
| 6  | Elina Rodríguez  | S     | 11 febbraio 1997  | San Lorenzo          |
| 7  | Natalia Aispurúa | C     | 20 dicembre 1991  | Boca Juniors         |
| 8  | Sol Piccolo      | S     | 11 settembre 1996 | Vélez Sarsfield      |
| 9  | Clarisa Sagardía | P     | 29 giugno 1989    | Makedones Axios      |
| 10 | Emilce Sosa      | C     | 11 settembre 1987 | Pinheiros            |
| 11 | Julieta Lazcano  | C     | 25 luglio 1989    | Saint-Cloud Paris SF |
| 12 | Tatiana Rizzo    | L     | 30 dicembre 1996  | Rio do Sul           |
| 13 | Sofia Bulgarella | C     | 30 giugno 1993    | Gimnasia La Plata    |
| 14 | Florencia Giorgi | C     | 10 ottobre 1995   | Villa Dora           |
| 15 | Antonela Fortuna | S     | 10 maggio 1995    | San Lorenzo          |
| 17 | Helena Vidal     | P     | 6 gennaio 1989    | Lugano               |
| 19 | Morena Martínez  | L     | 19 febbraio 1993  | Toruń                |
| 22 | Camila Hiruela   | S     | 1º febbraio 1997  | River Plate          |

### Bulgaria
| N° | Nome                | Ruolo | Data di nascita  | Squadra         |
| -- | ------------------- | ----- | ---------------- | --------------- |
| -  | Ivan Dimitrov       | All   | 21 gennaio 1952  | -               |
| 1  | Gergana Dimitrova   | S     | 22 febbraio 1996 | RC Cannes       |
| 2  | Julija Stojanova    | S     | 22 luglio 1985   | Vandœuvre Nancy |
| 3  | Rusena Slancheva    | L     | 23 agosto 1986   | Vandœuvre Nancy |
| 4  | Nasja Dimitrova     | C     | 6 novembre 1992  | Marica          |
| 5  | Dobriana Rabadžieva | S     | 14 giugno 1991   | Volero Zurigo   |
| 6  | Miroslava Paskova   | S     | 16 febbraio 1996 | Levski Sofia    |
| 9  | Petja Barakova      | P     | 18 giugno 1994   | Le Cannet       |
| 10 | Elica Barakova      | C     | 11 marzo 1993    | Kazanlăk        |
| 11 | Hristina Ruseva     | C     | 1º ottobre 1991  | Galatasaray     |
| 12 | Marija Dančeva      | C     | 4 dicembre 1995  | Marica          |
| 16 | Elica Vasileva      | S     | 13 maggio 1990   | Dinamo-Kazan    |
| 18 | Veselina Grigorova  | S     | 6 settembre 1995 | Penicilina Iași |
| 20 | Kristina Gunčeva    | P     | 24 marzo 1994    | Köniz           |

### Canada
| N° | Nome                | Ruolo | Data di nascita  | Squadra          |
| -- | ------------------- | ----- | ---------------- | ---------------- |
| -  | Marcello Abbondanza | All   | 24 agosto 1970   | Fenerbahçe       |
| 2  | Danielle Brisebois  | S     | 12 agosto 1994   | British Columbia |
| 4  | Kyla Richey         | S     | 20 giugno 1989   | Panathīnaïkos    |
| 5  | Danielle Smith      | P     | 29 aprile 1990   | Vandœuvre Nancy  |
| 7  | Brianna Beamish     | S     | 4 settembre 1993 | Tirol            |
| 8  | Alicia Ogoms        | C     | 2 aprile 1994    | PTPS             |
| 9  | Alexa Gray          | S     | 7 agosto 1994    | GS Caltex Seoul  |
| 12 | Jennifer Cross      | C     | 4 luglio 1992    | Dresdner         |
| 13 | Lucille Charuk      | C     | 13 agosto 1989   | CSM Bucarest     |
| 14 | Elizabeth Wendel    | S     | 15 dicembre 1993 | -                |
| 15 | Sarah Chase         | S     | 8 ottobre 1997   | Saint Mary's     |
| 17 | Kristen Moncks      | L     | 31 luglio 1992   | Penicilina Iași  |
| 19 | Marie-Alex Bélanger | S     | 19 aprile 1993   | Montréal         |
| 20 | Alicia Perrin       | C     | 1º giugno 1992   | Penicilina Iași  |
| 21 | Courtney Baker      | P     | 14 luglio 1997   | Dalhousie        |
| 22 | Megan Cyr           | P     | 1º giugno 1990   | -                |
| 23 | Michaela Reesor     | S     | 2 marzo 1993     | Neuchâtel        |

### Colombia
| N° | Nome               | Ruolo | Data di nascita   | Squadra            |
| -- | ------------------ | ----- | ----------------- | ------------------ |
| -  | Antonio Rizola     | All   | -                 | -                  |
| 2  | Yeisy Soto         | C     | 7 aprile 1996     | Béziers            |
| 3  | Dayana Segovia     | O     | 24 marzo 1996     | Kangasala          |
| 4  | Melissa Montero    | P     | 11 marzo 1997     | Bolívar            |
| 5  | Ana Karina Olaya   | S     | 13 settembre 2002 | -                  |
| 6  | Lorena Zuleta      | C     | 16 gennaio 1981   | Casalmaggiore      |
| 9  | Juliana Toro       | L     | 29 gennaio 1995   | -                  |
| 10 | Valerín Carabalí   | C     | 25 ottobre 2000   | -                  |
| 11 | Giselle Pérez      | S     | 8 luglio 1997     | Sport Real         |
| 13 | Camila Gómez       | L     | 6 luglio 1995     | Miami Dade College |
| 15 | María Marín        | P     | 4 novembre 1995   | ASPTT Mulhouse     |
| 16 | Melissa Rangel     | C     | 16 ottobre 1994   | Alianza Lima       |
| 18 | Margarita Martínez | S     | 19 maggio 1995    | Mougins            |
| 19 | Amanda Coneo       | S     | 20 dicembre 1996  | SAB                |
| 20 | Verónica Pasos     | O     | 15 giugno 1996    | -                  |

### Corea del Sud
| N° | Nome             | Ruolo | Data di nascita   | Squadra           |
| -- | ---------------- | ----- | ----------------- | ----------------- |
| -  | Hong Sung-jin    | All   | -                 | -                 |
| 2  | Kim Yeong-yeon   | L     | 1º dicembre 1993  | Hyundai Hillstate |
| 3  | Yeum Hye-seon    | P     | 3 febbraio 1991   | Hyundai Hillstate |
| 4  | Kim Hee-jin      | O     | 29 aprile 1991    | IBK Altos         |
| 5  | Kim Hae-ran      | L     | 16 marzo 1984     | KGC Ginseng       |
| 6  | Lee So-ra        | P     | 1º settembre 1987 | Gyeongbuk Hi-Pass |
| 9  | Han Soo-ji       | C     | 1º febbraio 1989  | KGC Ginseng       |
| 10 | Kim Yeon-koung   | S     | 26 febbraio 1988  | Fenerbahçe        |
| 11 | Kim Su-ji        | C     | 11 luglio 1987    | IBK Altos         |
| 13 | Park Jeong-ah    | S     | 26 marzo 1993     | IBK Altos         |
| 14 | Yang Hyo-jin     | C     | 14 dicembre 1989  | Hyundai Hillstate |
| 17 | Kim Mi-yeon      | S     | 5 marzo 1993      | IBK Altos         |
| 18 | Hwang Mink-young | S     | 2 giugno 1990     | Hyundai Hillstate |

### Croazia
| N° | Nome                  | Ruolo | Data di nascita   | Squadra             |
| -- | --------------------- | ----- | ----------------- | ------------------- |
| -  | Miroslav Aksentijević | All   | 17 ottobre 1973   | -                   |
| 1  | Rene Sain             | L     | 23 aprile 1997    | Olomouc             |
| 3  | Nikolina Božičević    | L     | 14 gennaio 1995   | Marina Kaštela      |
| 4  | Božana Butigan        | C     | 19 agosto 2000    | HAOK Mladost        |
| 6  | Lara Štimac           | P     | 18 agosto 2000    | HAOK Mladost        |
| 7  | Ema Strunjak          | C     | 24 settembre 1999 | HAOK Mladost        |
| 8  | Katarina Pavičić      | S     | 17 maggio 1999    | -                   |
| 12 | Jelena Šunjić         | O     | 4 gennaio 1994    | Bowling Green State |
| 13 | Samanta Fabris        | O     | 8 febbraio 1992   | Casalmaggiore       |
| 15 | Natalia Tomić         | S     | 4 gennaio 2002    | -                   |
| 16 | Matea Ćurak           | P     | 19 settembre 1995 | Marina Kaštela      |
| 17 | Lara Vukasović        | C/O   | 10 novembre 1994  | HAOK Mladost        |
| 19 | Lucija Mlinar         | S     | 6 maggio 1995     | Charleroi           |
| 20 | Katarina Luketić      | C     | 28 settembre 1998 | HAOK Mladost        |

### Germania
| N° | Nome                | Ruolo | Data di nascita   | Squadra       |
| -- | ------------------- | ----- | ----------------- | ------------- |
| -  | Felix Koslowski     | All   | 18 marzo 1984     | Schweriner    |
| 1  | Lenka Dürr          | L     | 10 dicembre 1990  | Schweriner    |
| 2  | Irina Kemmsies      | P     | 14 maggio 1996    | Wiesbaden     |
| 3  | Denise Hanke        | P     | 31 agosto 1989    | Schweriner    |
| 4  | Maren Brinker       | S     | 10 luglio 1986    | Schweriner    |
| 5  | Jana Franziska Poll | S     | 7 maggio 1988     | Panathīnaïkos |
| 6  | Jennifer Geerties   | S     | 5 aprile 1994     | Schweriner    |
| 7  | Jennifer Pettke     | C     | 29 maggio 1989    | MTV Stoccarda |
| 9  | Kimberly Drewniok   | O     | 11 agosto 1997    | Potsdam       |
| 10 | Lena Stigrot        | S     | 21 dicembre 1994  | Vilsbiburg    |
| 11 | Louisa Lippmann     | O     | 23 settembre 1994 | Schweriner    |
| 14 | Marie Schölzel      | C     | 1º agosto 1997    | Schweriner    |
| 17 | Anna Pogany         | L     | 21 luglio 1994    | Köpenicker    |
| 19 | Tanja Großer        | S     | 27 novembre 1993  | Wiesbaden     |
| 20 | Leonie Schwertmann  | C     | 12 febbraio 1994  | Münster       |
| 21 | Barbara Wezorke     | C     | 12 aprile 1993    | Vilsbiburg    |

### Kazakistan
| N° | Nome                | Ruolo | Data di nascita   | Squadra |
| -- | ------------------- | ----- | ----------------- | ------- |
| -  | Shapran Vyacheslav  | All   | -                 | -       |
| 2  | Lyudmila Issayeva   | C     | 26 settembre 1989 | Altay   |
| 4  | Yekaterina Zhdanova | O     | 28 maggio 1992    | Žetysu  |
| 5  | Diana Kempa         | L     | 30 dicembre 1992  | Irtyš   |
| 6  | Natalya Akilova     | P     | 31 maggio 1993    | Žetysu  |
| 7  | Inna Yakovleva      | L     | 4 marzo 1988      | Almatı  |
| 10 | Irina Kenzhebaeva   | S     | 20 febbraio 1992  | -       |
| 11 | Katerina Tatko      | S     | 15 dicembre 1992  | Žetysu  |
| 13 | Radmila Beresneva   | S     | 6 giugno 1983     | Irtyš   |
| 14 | Antonina Rubtsova   | C     | 30 dicembre 1984  | -       |
| 15 | Aliya Batkuldina    | P     | 17 novembre 1995  | Almatı  |
| 17 | Alla Bogdashkina    | C     | 22 agosto 1985    | Irtyš   |
| 19 | Alessya Safronova   | C     | 10 febbraio 1986  | Altay   |
| 20 | Tatyana Fendrikova  | L     | 23 febbraio 1990  | Almatı  |

### Perù
| N° | Nome               | Ruolo | Data di nascita  | Squadra                   |
| -- | ------------------ | ----- | ---------------- | ------------------------- |
| -  | Luizomar de Moura  | All   | -                | -                         |
| 2  | Mirtha Uribe       | C     | 12 marzo 1985    | Deportivo Jaamsa          |
| 5  | Shiamara Almeida   | P     | 19 febbraio 1996 | Alianza Lima              |
| 6  | Alexandra Muñoz    | P     | 16 agosto 1992   | Deportivo Géminis         |
| 7  | Andrea Urrutia     | C     | 31 maggio 1997   | San Martín                |
| 8  | Maguilaura Frías   | O     | 18 maggio 1997   | San Martín                |
| 9  | Janice Torres      | L     | 9 novembre 1991  | San Martín                |
| 10 | Mirian Patiño      | L     | 28 marzo 1990    | Regatas Lima              |
| 11 | Clarivett Yllescas | C     | 11 agosto 1993   | Circolo Sportivo Italiano |
| 12 | Ángela Leyva       | S     | 22 novembre 1996 | San Martín                |
| 13 | Mabel Olemar       | S     | 10 maggio 1993   | Deportivo Jaamsa          |
| 14 | Alexandra Machado  | C     | 28 febbraio 1995 | Regatas Lima              |
| 15 | Jessenia Uceda     | S     | 14 agosto 1981   | Regatas Lima              |
| 18 | Coraima Gómez      | S     | 9 agosto 1996    | Alianza Lima              |
| 20 | Carla Rueda        | S     | 19 aprile 1990   | Deportivo Géminis         |

### Polonia
| N° | Nome                  | Ruolo | Data di nascita  | Squadra         |
| -- | --------------------- | ----- | ---------------- | --------------- |
| -  | Jacek Nawrocki        | All   | 20 agosto 1965   | -               |
| 3  | Klaudia Alagierska    | C     | 2 gennaio 1996   | Legionovia      |
| 4  | Patrycja Polak        | S     | 23 febbraio 1991 | Toruń           |
| 5  | Agnieszka Kąkolewska  | C     | 17 ottobre 1994  | Impel           |
| 7  | Berenika Tomsia       | O     | 18 marzo 1988    | Pro Victoria    |
| 9  | Aleksandra Krzos      | L     | 23 giugno 1989   | Chemik Police   |
| 10 | Zuzanna Efimienko     | C     | 8 agosto 1989    | Flero           |
| 12 | Monika Bociek         | S     | 6 aprile 1996    | Legionovia      |
| 13 | Agata Durajczyk       | L     | 19 agosto 1989   | Busto Arsizio   |
| 14 | Joanna Wołosz         | P     | 7 aprile 1990    | Chemik Police   |
| 15 | Martyna Grajber       | S     | 28 marzo 1995    | Budowlani Łódź  |
| 17 | Malwina Smarzek       | O     | 3 giugno 1996    | Chemik Police   |
| 20 | Marlena Pleśnierowicz | P     | 9 gennaio 1992   | Pałac Bydgoszcz |
| 22 | Roksana Brzóska       | S     | 2 settembre 1993 | KSZO Ostrowiec  |
| 25 | Małgorzata Jasek      | C     | 14 marzo 1995    | AZS Varsavia    |

### Porto Rico
| N° | Nome               | Ruolo | Data di nascita   | Squadra                 |
| -- | ------------------ | ----- | ----------------- | ----------------------- |
| -  | Javier Gaspar      | All   | 6 gennaio 1966    | Mets de Guaynabo        |
| 1  | Daly Santana       | S     | 19 febbraio 1995  | ASPTT Mulhouse          |
| 2  | Shara Venegas      | L     | 18 settembre 1992 | Criollas de Caguas      |
| 4  | Raymariely Santos  | P     | 13 aprile 1992    | Indias de Mayagüez      |
| 5  | Katherine Santiago | L     | 10 dicembre 1993  | Orientales de Humacao   |
| 6  | Jocelyn Kuilan     | O     | 8 dicembre 1997   | Towson                  |
| 7  | Stephanie Enright  | S     | 15 dicembre 1990  | San Casciano            |
| 8  | Jennifer Nogueras  | C     | 1º agosto 1991    | Criollas de Caguas      |
| 9  | Janeliss Torres    | C     | 9 luglio 1991     | Leonas de Ponce         |
| 10 | Jennifer Quesada   | C     | 22 febbraio 1992  | Orientales de Humacao   |
| 11 | Karina Ocasio      | O     | 1º agosto 1985    | Criollas de Caguas      |
| 13 | Shirley Ferrer     | O     | 23 giugno 1991    | Venelles                |
| 14 | Natalia Valentín   | P     | 12 settembre 1989 | Leonas de Ponce         |
| 15 | Génesis Collazo    | O     | 4 ottobre 1992    | Criollas de Caguas      |
| 17 | Noami Santos       | S     | 29 novembre 1993  | Capitalinas de San Juan |
| 18 | Alba Hernández     | C     | 3 ottobre 1994    | Gigantes de Carolina    |
| 19 | Ana Sofía Jusino   | C     | 5 gennaio 1994    | Criollas de Caguas      |
| 20 | Stephanie Salas    | L     | 17 febbraio 1992  | Changas de Naranjito    |
| 22 | Adriana Viñas      | L     | 1º marzo 1994     | Gigantes de Carolina    |

### Rep. Ceca
| N° | Nome                | Ruolo | Data di nascita   | Squadra         |
| -- | ------------------- | ----- | ----------------- | --------------- |
| -  | Zdeněk Pommer       | All   | 4 giugno 1974     | Ostrava         |
| 1  | Andrea Kossányiová  | S     | 6 agosto 1993     | Impel           |
| 3  | Kateřina Kohoutová  | C     | 30 giugno 1992    | Přerov          |
| 4  | Aneta Havlíčková    | O     | 3 luglio 1987     | Savino Del Bene |
| 6  | Lucie Smutná        | P     | 14 aprile 1991    | Dresdner        |
| 7  | Iva Nachmilnerová   | C     | 20 settembre 1988 | Ostrava         |
| 8  | Barbora Purchartová | C     | 9 maggio 1992     | Dresdner        |
| 9  | Gabriela Kopáčová   | O     | 24 giugno 1998    | Královo Pole    |
| 11 | Veronika Dostalová  | L     | 7 aprile 1992     | Olymp Praha     |
| 12 | Michaela Mlejnková  | S     | 26 luglio 1996    | MTV Stoccarda   |
| 13 | Karolína Bednářová  | S     | 20 luglio 1986    | Wiesbaden       |
| 15 | Veronika Strušková  | C     | 13 agosto 1991    | Olomouc         |
| 17 | Nikola Vaňková      | L     | 7 gennaio 1998    | Královo Pole    |
| 18 | Pavla Vincourová    | P     | 12 novembre 1992  | Budowlani Łódź  |
| 19 | Petra Kojdová       | S     | 23 settembre 1993 | Ostrava         |
| 20 | Marie Toufarová     | S/O   | 19 giugno 1992    | Ostrava         |

## Gruppo 3

### Algeria
| N° | Nome                | Ruolo | Data di nascita   | Squadra       |
| -- | ------------------- | ----- | ----------------- | ------------- |
| -  | Tennoun Nabil       | All   | -                 | -             |
| 2  | Jasmin Belguendouz  | S     | 11 giugno 1997    | -             |
| 4  | Nawel Hammouche     | S     | 4 luglio 1993     | NC Béjaïa     |
| 6  | Zahra Guimour       | C     | 22 novembre 1996  | NR Chlef      |
| 7  | Chettout Kahina     | P     | 20 maggio 1992    | GS Pétroliers |
| 8  | Bekhta Rabah-Mazari | S     | 5 maggio 1998     | NR Chlef      |
| 9  | Chanez Ayadi        | P     | 8 febbraio 1994   | NC Béjaïa     |
| 10 | Celia Bourihane     | S     | 22 gennaio 1995   | NC Béjaïa     |
| 11 | Yasmine Abderrahim  | C     | 16 aprile 1999    | ASW Béjaïa    |
| 12 | Melissa Kasri       | O     | 13 febbraio 1998  | NC Béjaïa     |
| 13 | Kahina Bounser      | L     | 22 luglio 1998    | ASW Béjaïa    |
| 15 | Aicha Mezemate      | C     | 6 giugno 1991     | GS Pétroliers |
| 18 | Dallal Achour       | C     | 3 novembre 1994   | NR Chlef      |
| 21 | Amira Sadi          | O     | 10 settembre 1994 | RUBA          |

### Australia
| N° | Nome                 | Ruolo | Data di nascita   | Squadra              |
| -- | -------------------- | ----- | ----------------- | -------------------- |
| -  | Shannon Winzer       | All   | -                 | -                    |
| 1  | Jennifer Tait        | C     | 4 gennaio 1995    | Centre of Excellence |
| 3  | Sophie Paine         | P     | 1º settembre 1992 | University Blues     |
| 4  | Sophie Godfrey       | C     | 2 dicembre 1987   | WA Pearls            |
| 6  | Alice De Innocentiis | L     | 4 giugno 1984     | UTTSU Shield         |
| 8  | Hannah Martin        | O     | 15 settembre 1990 | BVN Bekasi           |
| 9  | Jaimee-Lee Morrow    | S     | 16 novembre 1992  | Centre of Excellence |
| 10 | Katarina Osadchuk    | C     | 18 novembre 1991  | ŁKS                  |
| 11 | Jennifer Sadler      | O     | 18 marzo 1993     | WA Pearls            |
| 12 | Kathryn Chen         | L     | 27 settembre 1990 | Centre of Excellence |
| 13 | Beth Carey           | C     | 28 settembre 1990 | Suhl                 |
| 14 | Rebecca Reeve        | S     | 24 maggio 1994    | Adelaide Storm       |
| 19 | Kelly Lean           | P     | 19 luglio 1995    | Melbourne Vipers     |
| 20 | Rachel Rourke        | O     | 1º ottobre 1988   | Sichuan              |
| 22 | Eliza Hynes          | S     | 29 gennaio 1992   | Wiesbaden            |

### Camerun
| N° | Nome                    | Ruolo | Data di nascita   | Squadra        |
| -- | ----------------------- | ----- | ----------------- | -------------- |
| -  | Jean-René Akono         | All   | -                 | -              |
| 1  | Stéphanie Fotso         | C     | 22 settembre 1987 | -              |
| 2  | Christelle Tchoudjang   | O     | 7 luglio 1989     | Chamalières    |
| 4  | Raïssa Nasser           | L     | 19 agosto 1994    | -              |
| 6  | Laetitia Moma Bassoko   | O     | 9 ottobre 1993    | Calais         |
| 7  | Henriette Koulla        | P     | 14 settembre 1992 | -              |
| 10 | Berthrade Bikatal       | S     | 23 luglio 1992    | -              |
| 11 | Victoire Ngon Ntame     | L     | 31 dicembre 1985  | INJS           |
| 12 | Abdoulkarim Fawziya     | S     | 1º marzo 1989     | -              |
| 14 | Yolande Amana           | P     | 17 settembre 1997 | Bafia          |
| 15 | Emelda Piata Zessi      | C     | 8 aprile 1997     | Bafia          |
| 16 | Estelle Adiana          | O     | 14 maggio 1997    | Nyong-et-Kéllé |
| 18 | Odette Ahirindi Menkreo | L     | 5 novembre 1999   | INJS           |

### Francia
| N° | Nome                     | Ruolo | Data di nascita   | Squadra              |
| -- | ------------------------ | ----- | ----------------- | -------------------- |
| -  | André Félix              | All   | -                 | -                    |
| 6  | Marie-France Garreau Dje | C     | 10 aprile 1992    | Le Cannet            |
| 7  | Silvana Dascalu          | C     | 14 maggio 1994    | Saint-Cloud Paris SF |
| 8  | Lucille Gicquel          | S     | 13 novembre 1997  | RC Cannes            |
| 9  | Odette Ndoye             | S     | 25 agosto 1992    | Saint-Cloud Paris SF |
| 10 | Bruna Pezelj             | S     | 17 gennaio 1999   | Monaco               |
| 15 | Oriane Amalric           | P     | 11 ottobre 1990   | Évreux               |
| 16 | Juliette Fidon           | S     | 28 ottobre 1996   | Évreux               |
| 17 | Alexandra Dascalu        | O     | 17 aprile 1991    | Saint-Cloud Paris SF |
| 18 | Alexandra Rochelle       | L     | 14 dicembre 1983  | Béziers              |
| 19 | Nina Stojiljković        | P     | 1º settembre 1996 | Nantes               |
| 21 | Kelly Oublié             | S     | 2 dicembre 1992   | Quimper              |
| 22 | Safiatou Zongo           | S/O   | 14 marzo 1994     | Béziers              |

### Messico
| N° | Nome                     | Ruolo | Data di nascita   | Squadra               |
| -- | ------------------------ | ----- | ----------------- | --------------------- |
| -  | Ricardo Naranjo          | All   | -                 | -                     |
| 1  | Karla Sainz              | C     | 22 luglio 1993    | Baja California       |
| 2  | Lizette López            | L     | 14 maggio 1990    | -                     |
| 3  | Sashiko Sanay            | P     | 13 maggio 1995    | Baja California       |
| 4  | Andrea Maldonado         | S     | 8 settembre 1991  | Guanajuato            |
| 5  | Andrea Rangel            | S/O   | 19 maggio 1993    | Orientales de Humacao |
| 6  | Freda López              | L     | 17 giugno 1988    | Oaxaca                |
| 7  | Renata López             | C     | 15 febbraio 2001  | Jalisco               |
| 8  | Dulce Carranza           | O     | 29 giugno 1990    | Nuevo León            |
| 9  | Alejandra Segura         | S     | 9 novembre 1993   | Nuevo León            |
| 10 | Lizbeth Sainz            | S     | 14 dicembre 1995  | -                     |
| 11 | Jocelyn Urías            | C     | 16 febbraio 1996  | -                     |
| 12 | Fernanda Bañuelos        | S     | 19 marzo 1997     | Baja California       |
| 14 | Claudia Ríos             | S     | 22 settembre 1992 | Tamaulipas            |
| 15 | Patricia Valle           | C     | 31 maggio 1996    | -                     |
| 16 | Rosa Vallejo             | P     | 30 maggio 1987    | -                     |
| 18 | María Fernanda Rodríguez | O     | 23 giugno 1997    | Nuevo León            |
| 20 | Natalie Nava             | C     | 19 ottobre 2000   | Baja California       |

### Trinidad e Tobago
| N° | Nome                | Ruolo | Data di nascita | Squadra         |
| -- | ------------------- | ----- | --------------- | --------------- |
| -  | Francisco Cruz      | All   | -               | -               |
| 2  | Jalicia Ross        | C     | 26 luglio 1984  | Glamorgan       |
| 3  | Channon Thompson    | S     | 29 marzo 1984   | Béziers         |
| 4  | Delicia Pierre      | S     | 11 gennaio 1991 | West Side Stars |
| 6  | Sinead Jack         | C     | 8 novembre 1993 | Galatasaray     |
| 7  | Malika Davidson     | O     | 6 marzo 1996    | West Side Stars |
| 8  | Darlene Ramdin      | S     | 5 agosto 1989   | Glamorgan       |
| 9  | Nya Steele          | P     | 2 aprile 2000   | -               |
| 11 | Afesha Olton        | L     | 22 maggio 1992  | UTT             |
| 12 | Renele Forde        | P     | 6 agosto 1990   | Technocrats     |
| 14 | Rejeanne Wallace    | C     | 14 maggio 1996  | UTT             |
| 16 | Krystle Esdelle     | O     | 1º agosto 1984  | UTT             |
| 19 | Kerdisha Sutherland | C     | 7 agosto 1995   | UTT             |

### Ungheria
| N° | Nome             | Ruolo | Data di nascita  | Squadra         |
| -- | ---------------- | ----- | ---------------- | --------------- |
| -  | Alberto Salamoni | All   | -                | -               |
| 1  | Gréta Szakmáry   | S     | 31 dicembre 1991 | Schweriner      |
| 3  | Renáta Szpin     | L     | 30 aprile 1996   | Békéscsabai     |
| 8  | Zsuzsanna Tálas  | P     | 9 luglio 1993    | Békéscsabai     |
| 9  | Bernadett Dékány | S     | 30 giugno 1992   | CSM Bucarest    |
| 11 | Nikolett Soós    | S     | 17 ottobre 1988  | Békéscsabai     |
| 12 | Dóra Kötél       | L     | 16 maggio 1988   | Újpest          |
| 13 | Lilla Villám     | S     | 3 giugno 1997    | Nyíregyháza     |
| 14 | Edina Dobi       | C     | 22 ottobre 1987  | Azərreyl        |
| 15 | Rita Liliom      | S/O   | 23 maggio 1986   | Béziers         |
| 16 | Eszter Nagy      | C     | 9 novembre 1991  | Wiesbaden       |
| 17 | Réka Bleicher    | P     | 15 ottobre 1995  | Jászberényi     |
| 18 | Ágnes Pallag     | S     | 2 settembre 1993 | Vandœuvre Nancy |
| 21 | Kata Török       | S     | 26 maggio 1998   | Vasas           |
| 23 | Eszter Pekárik   | C     | 8 dicembre 1996  | Békéscsabai     |

### Venezuela
| N° | Nome               | Ruolo | Data di nascita   | Squadra              |
| -- | ------------------ | ----- | ----------------- | -------------------- |
| -  | Ihosvanny Chambers | All   | 26 marzo 1972     | -                    |
| 1  | Yessica Paz        | C     | 7 ottobre 1989    | Aragua VC            |
| 2  | Luz Delfines       | O     | 17 maggio 1991    | Zulia                |
| 4  | Winderlys Medina   | S     | 2 aprile 1998     | -                    |
| 7  | Soriana Pacheco    | P     | 3 giugno 1987     | Hylte/Halmstad       |
| 8  | Leyna Morillo      | S     | 12 giugno 1983    | Aragua VC            |
| 9  | Sharlin Bidean     | C     | 19 gennaio 1992   | Miranda              |
| 10 | Desiree Glod       | S     | 28 settembre 1982 | Miranda              |
| 11 | Meriyen Serrano    | O     | 14 dicembre 1997  | -                    |
| 12 | Gheraldine Quijada | P     | 31 gennaio 1988   | Distrito Capital     |
| 13 | Shirley Florián    | C     | 27 luglio 1991    | Criollas de Caguas   |
| 14 | Aleoscar Blanco    | C     | 18 luglio 1987    | Vargas               |
| 15 | María José Pérez   | S     | 18 marzo 1988     | Jakarta Elektrik PLN |
| 19 | Karyanlys Segura   | L     | 23 settembre 1999 | Lara                 |
| 21 | Lady Urbina        | L     | 17 novembre 1997  | Distrito Capital     |